# Justizvollzugsanstalt Bochum

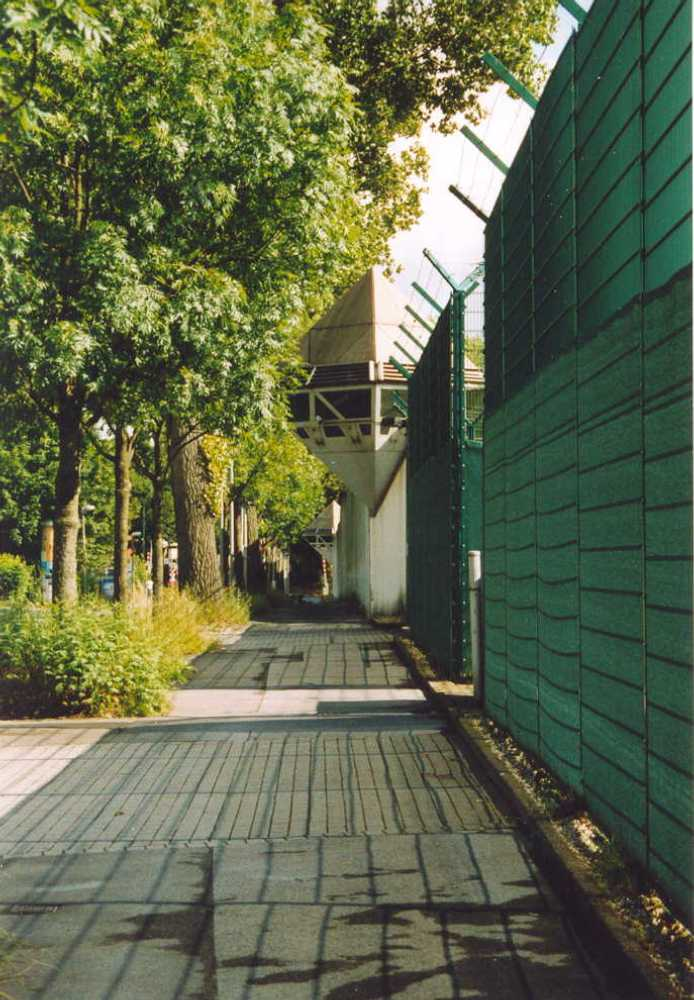
Außenanlagen

Die Justizvollzugsanstalt Bochum, auch Krümmede genannt, ist eine Justizvollzugsanstalt (JVA) für erwachsene männliche Gefangene in der Stadt Bochum. Die JVA Bochum hat eine Kapazität von über 861 Haftplätzen, eingeschlossen sind 22 Plätze in der Therapievorbereitungsabteilung für drogenabhängige Inhaftierte und 22 Plätze in der sozialtherapeutischen Abteilung.

## Geschichte

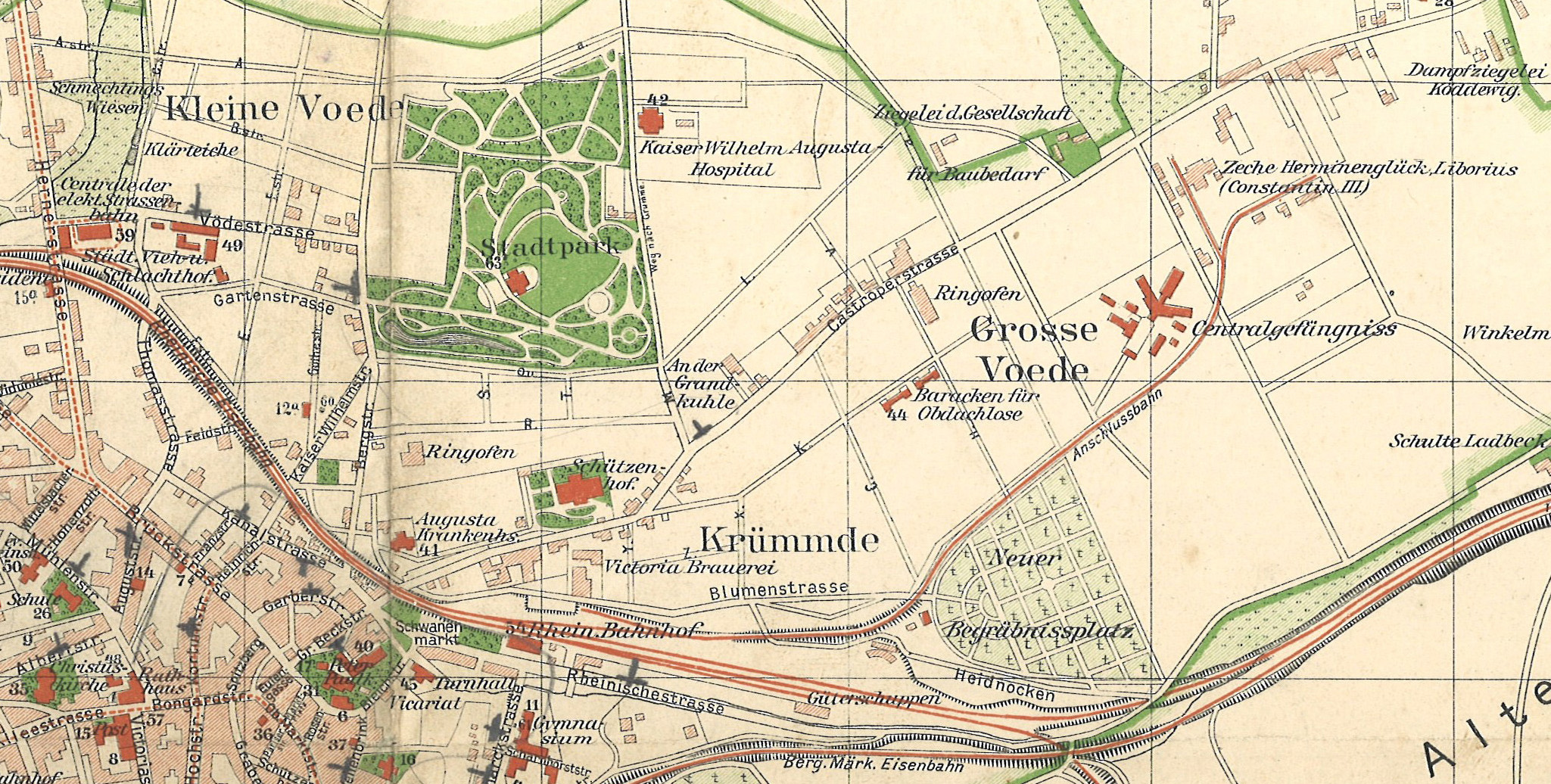
Das Centralgefängniss und die Vöde, 1897

Vor dem Hintergrund der Preußischen Strafrechtsreform (1871) wurde das Gefängnis bzw. Zuchthaus als Königlich Preußisches Centralgefängnis mit einer Kapazität für etwa 800 männliche und zu einem kleineren Teil für weibliche Gefangene in den Jahren 1892 bis 1897 auf der ehemaligen Vöde von Bochum errichtet. Ein Bericht aus einer Stadtbeschreibung von 1901:

„Centralgefängniss.
 Das Centralgefängniss für Verurtheilte aus dem Oberlandesgerichtsbezirk Hamm, sowie für jugendliche weibliche kathol. Gefangene aus Hannover, Waldeck und Pyrmont, falls deren Strafe einen Monat übersteigt, wurden in den Jahre 1891 bis 1897 erbauten und am 1. October 1897 in Benutzung genommen. Die Größe des Grundstücks, auf welchem die Gebäude errichtet wurden, beträgt 6 Hectar 82 Ar 91 Quadratmeter, von diesen hat die Stadt Bochum unentgeltlich 4 Hectar 32 Ar 91 Quadratmeter hergegeben. Die ganze Anlage ist mit einem Kostenaufwand von 1 730 000 Mark hergestellt.
 In der Anstalt können 800 Gefangene untergebracht werden. Ende 1900 waren 710 männliche und 46 weibliche Gefangene vorhanden. Die Gefangenen werden mit verschiedenen Arbeiten wie: Korbflechten, Bürstenmacher, Anfertigen von Pantoffeln, Cartonagen, Zusammensetzen von Pistolen (sic!) und Schlössern, Tischlerarbeiten u. A. beschäftigt. Für den eigenen Bedarf werden in der Anstalt betrieben: Schneiderei, Schuhmacherei, Klempnerei, Tischlerei, Schlosserei und Buchbinderei. Für erkrankte Gefangene ist ein Krankenhaus mit 14 Betten, welches von einem Arzt im Nebenamt geleitet wird, eingerichtet.
 Für die Seelsorge sind der evangelische Pastor Goebel und der katholische Pfarrer Sagemüller angestellt. Die Beleuchtung geschieht in den Diensträumen, Arbeitssälen, Kirchen, Corridoren und Höfen durch Gas, in den Hafträumen durch Petroleumlampen. Die Heizung erfolgt durch Centralanlage, bestehend aus Wasserniederdruck und Luftheizung. Director des Gefängnisses ist seit der Eröffnung Wilhelm Helling, sodann sind in Thätigkeit 41 männliche und 3 weibliche Aufseher, 4 Inspectoren, 1 Rendant, 1 Secretär, 2 Assistenten, 2 Geistliche, 1 Lehrer und 1 Maschinist.“

Interessant sind die Zahlen aus dem Jahr 1901 und heute: Aus der Zeit, in der Verwahrung und Bestrafung im Vordergrund standen, gab es bei ca. 760 Gefangenen 66 Beschäftigten.

### Krümmede während des Nationalsozialismus
Zur Zeit des Nationalsozialismus waren im Zuchthaus Krümmede viele politische Gefangene inhaftiert. Viele waren auf Grund des Nacht-und-Nebel-Erlasses verhaftete Résistance-Mitglieder. Daneben waren Sozialdemokraten, Juden, Zeugen Jehovas, Kommunisten, Geistliche, Sinti und Roma in Bochum inhaftiert. Die Gefangenen waren z. B. das Gründungsmitglied der VVN-BDA Heinz Junge, der Niederländer Gerardus Lamers, der in der Haft verstorbene Pfarrer Anton Spieker, der Priester Josef Reuland, der Bielefelder Sozialdemokrat Heinrich Heibrock und das Resistance-Mitglied André Kirschen.
Die Lebensbedingungen und die medizinische Versorgung in Krümmede waren unterster Standard. Der ehemalige Gefangene Werner Eggerath berichtet, dass sie nach seiner Ankunft von den Gefängniswärtern bis auf die letzte Zigarette geplündert wurden. Zum Frühstück gab es eine Scheibe Brot und Kaffee und zum Abendbrot eine dünne Suppe und drei oder vier Kartoffeln. Mit dieser Diät mussten sie tagsüber harte körperliche Arbeit leisten. Am 29. März 1945 gab der damalige Gefängnisdirektor Oberregierungsrat Anderson die Anweisung das Zuchthaus zu evakuieren. 560 Gefangene mussten nach Celle marschieren. Der Priester Josef Reuland war so geschwächt, dass er nicht mehr laufen konnte. Er wurde deswegen von dem Gefängniswärter Hans Brodowski ins Genick geschossen und liegen gelassen. Glücklicherweise war er nicht tot und konnte dank der Hilfe von einigen Deutschen überleben. Hans Brodowski wurde 1949 zu 6 Jahren wegen versuchten Mordes verurteilt, alle anderen Gefängnismitarbeiter kamen ungestraft davon.
Die ausländischen politischen Gefangenen wurden Anfang Mai 1945 entlassen, die deutschen erst im Juni 1945, da zuvor geklärt wurde, ob sie politische Gefangene waren.

### Nachkriegszeit
Die Anlage wurde im Zweiten Weltkrieg beschädigt. Nach Kriegsende bis 1947 stand das Gefängnis unter Leitung eines englischen Offiziers. Die Anstalt hieß zu diesem Zeitpunkt Strafgefängnis und Untersuchungshaftanstalt Bochum.
Der ehemalige politische Häftling Werner Eggerath beschreibt 1947 seine Erinnerungen in dem Buch „Nur ein Mensch“ über seine Inhaftierungen in Münster und Bochum während der NS-Zeit. Der Witwe von Heinrich Heibrock wird 1949 eine Entschädigung bewilligt, da sein Tod Folge der strengen damaligen Haftbedingungen gewesen war.
Seit 1969 heißt das Gefängnis Justizvollzugsanstalt Bochum.

## Aktuelle Entwicklung
Die JVA Bochum wurde im Jahr 2009 um einen Anbau mit 102 Plätzen erweitert. Der Erweiterungsbau an der Stelle des früheren, abgerissenen Frauenkrankenhauses in Bochum ergänzt den sternförmigen Bau aus dem 19. Jahrhundert mit einem modernen Stahlbetongebäude. Das neue Hafthaus, mit vorwiegend Einzelzellen und Räumen zur medizinischen Versorgung, ersetzt die baufällige Zweiganstalt in Recklinghausen. Im Frühjahr 2010 konnte eine weitere Arbeitshalle in Betrieb genommen werden. Das gesamte Erweiterungsprojekt kostete ca. 17,5 Millionen Euro.

### Aufarbeitung der NS-Zeit
Im Gegensatz zur Justizvollzugsanstalt Dortmund, an der es seit 1989 eine Gedenktafel für die dort ermordeten gibt, fehlt diese in Bochum. So beklagen viele Angehörigen der ehemaligen Häftlinge, dass es an der Krümmede keine Gedenktafel für diese Gefangenen gibt.
Eine Ausstellung über die politischen Gefangenen zur NS-Zeit wurde 2016 im Stadtarchiv Bochum gezeigt.

## Zuständigkeit
Die JVA Bochum ist zuständig für die Vollstreckung von:
- Untersuchungshaft, Auslieferungs- und Durchlieferungshaft an Erwachsenen
- Freiheitsstrafe (Erstvollzug) von drei Monaten bis zwei Jahre
- Freiheitsstrafe (Regelvollzug) von drei Monaten bis einschließlich zwei Jahre
- Freiheitsstrafe von mehr als zwei Jahren entsprechend dem Ergebnis des Einweisungsverfahrens
- Freiheitsstrafe von mehr als 24 Monaten an Ausländern
- Pflegeabteilung (mittlerweile geschlossen)
- Therapievorbereitungsabteilung für drogenabhängige Inhaftierte
- Sozialtherapeutische Abteilung[11]

Die Zuständigkeiten der Justizvollzugsanstalten in Nordrhein-Westfalen sind im Vollstreckungsplan des Landes NRW geregelt (AV d. JM v. 16. September 2003 – 4431 – IV B. 28 -).

## In den Medien
Im Januar 2011 entkam ein 26-jähriger Libanese, der sich wegen des Verdachts des schweren Raubes in U-Haft befand. Der U-Häftling war durch eine Dachluke auf das Dach eines Hafthauses geklettert und dann sechs Meter tief auf das Flachdach eines weiteren Gebäudes gesprungen. Von dort aus sprang er rund fünf Meter tief in die Freiheit und floh über einen Bürgersteig.
Am 16. Januar 2012 konnte ein zu lebenslanger Haft verurteilter Gewaltverbrecher seine Haftraumgitter durchsägen und versuchte zu fliehen. Da dies momentan nicht gelang, versteckte er sich auf dem Dachboden des Kirchenraumes, wo er auf die kommende Nacht warten wollte. Dort wurde er jedoch von einem Suchhund aufgespürt. Er hatte mehrere Metallsägeblätter, ein Mobiltelefon sowie einen selbstgefertigten, funktionsfähigen Durchgangsschlüssel bei sich.
Nur 13 Tage später entkam ein polnischer Häftling, indem er ein Panzerglasfenster aus der Halterung entfernte und über das Dach flüchtete. Am 17. Februar 2012 flüchtete ein 31-jähriger Häftling, der nach einer Kopfverletzung in einem Krankenhaus außerhalb des Gefängnisses behandelt wurde.
Nordrhein-Westfalens Justizminister Thomas Kutschaty suspendierte daraufhin den Leiter der Haftanstalt Friedhelm Ritter von Meißner und ersetzte ihn durch Uwe Nelle-Cornelsen. Kutschaty sagte, Herr von Meißner habe dem Ministerium unzutreffend, unvollständig und zum Teil sogar irreführend über die Flucht von Strafgefangenen berichtet, zudem habe er bei der Beaufsichtigung der Gefangenen gegen elementare Regeln verstoßen.
Bei einer anschließenden Überprüfung des Gefängnisses wurden mehr als 100 sicherheitsrelevante Mängel festgestellt, deren Behebung etwa 70 Millionen Euro kosten würde. Diese Summe sollte bis 2015 investiert werden.
Im Juni 2013 entkam ein 25-jähriger Niederländer, der sich wegen des Verdachts des bandenmäßigen Diebstahls in U-Haft befand. Der junge Mann hatte sich in privater Kleidung einer Besuchergruppe angeschlossen und mit einer entwendeten Besuchermarke unbehelligt die JVA verlassen. Der Sprecher des Landesjustizministeriums Detlef Feige, nannte die Flucht mit Besuchermarke als bislang einmalig in Nordrhein-Westfalen. Die CDU-Opposition im Landtag sprach von einem unglaublich peinlichen Vorgang.